# تيم إيفانز (مجدف)
تيم إيفانز (بالإنجليزية: Timothy Evans)‏ هو مجدف أمريكي، ولد في 23 يونيو 1970 في سان فرانسيسكو في الولايات المتحدة.

## وصلات خارجية
- تيموثي إيفانز على موقع الاتحاد الدولي للتجديف (الإنجليزية)
- تيموثي إيفانز على موقع اللجنة الأولمبية الدولية (الإنجليزية)
- تيموثي إيفانز على موقع أوليمبيديا (الإنجليزية)